# Jypé Carraud
Pour les articles homonymes, voir Carraud.
Jypé Carraud, nom de plume de Jean-Pierre Carraud, né le 2 mai 1921 au Kremlin-Bicêtre à l'époque dans le département de la Seine (aujourd'hui dans le Val-de-Marne), en France, et mort en mai 1999, est un écrivain et un poète français, auteur de roman policier.

## Biographie
Il est apparenté à Zulma Carraud et à Saint-John Perse. Il fait ses études de droit et de Lettres à Paris. Il obtient une licence de Lettres, un certificat en histoire de l'art, un certificat en sociologie et un diplôme de l'institut de criminologie de Paris. De 1941 à 1953, il est avocat au barreau de Paris, puis pendant les mandats de trois juges de paix en Guadeloupe. Devenu magistrat, il est affecté de 1958 à 1977 au tribunal de Saint-Amand-Montrond, puis jusqu'à sa retraite en 1984 au tribunal de Bourges.
Après avoir publié en 1945 un recueil de poèmes, La Ronde des criminologues, il écrit des romans policiers d'un genre original reposant sur des situations cocasses : une femme frigide recherche une maîtresse pour son mari impuissant dans Le Juge du cabinet 50 en 1948, une association de maîtres chanteurs est en danger à cause d'un de ses membres trop honnête dans Une grenouille dans le pudding en 1950...
Dans Le Juge du cabinet 50, il crée le personnage de Stanislas Perceneige, juge d'instruction à Paris qui tombe amoureux d'une suspecte Dolly Honeymoon. Elle devient sa femme dans le deuxième volet de ses aventures, L'Écuyère de Daumier au cours duquel Stanislas Perceneige s'installe comme détective privé. Ensemble, les époux poursuivent leurs aventures dans un recueil de nouvelles, Les Cinq Plages de Stanislas Perceneige et un dernier roman, Le Squelette cuit.
Il crée un second personnage Tim-Tim-Bois-Sec dans le roman éponyme. Écrit dans le milieu des années 1950, ce roman n'est publié qu'en 1996. Ses aventures se prolongent en 1998 dans Les Poulets du "Cristobal".
Dans ces romans, « les mœurs sont d'une extrême légèreté (on y fait l'amour sans retenue) et les personnages sont traités avec beaucoup de fantaisie ». Selon Claude Mesplède et Henri-Yvon Mermet, « l'écriture de Carraud, au rythme souvent syncopé, allie les élégances poétiques et les termes réalistes avec, à l'occasion des calembours type Almanach Vermot (« un juge de P.E.T.S.») ou des citations de Tristan Corbière, Alfred Jarry, Max du Veuzit, Delly, Daniel Defoe ou Jonathan Swift ».

## Œuvre

### Poésie
- La Ronde des criminologues, Librairie Mercure (1945)

### Romans

#### SérieStanislas Perceneige
- Le Juge du cabinet 50, Éditions Albin Michel (1948)
- L'Écuyère de Daumier, Éditions Albin Michel (1949)
- Le Squelette cuit, Éditions La Bruyère, coll. « La Cagoule » no 77 (1950), réédition Payot & Rivages, Rivages/Mystère no 25 (1997)  (ISBN 2-7436-0248-1)

#### SérieTim-Tim-Bois-Sec
- Tim-Tim-Bois-Sec, Payot & Rivages, Rivages/Mystère no 22 (1996)  (ISBN 2-7436-0127-2)
- Les Poulets du "Cristobal", Payot & Rivages, Rivages/Mystère no 31 (1998)  (ISBN 2-7436-0412-3)

#### Autres romans
- Une grenouille dans le pudding, Éditions La Bruyère, coll. « La Cagoule » no 68 (1950) (coécrit avec John La Grange)
- Les Barbus de Saint-Luc, Éditions Baudinière (1952) (coécrit avec Jacques Dupré)
- Fantoches et Pantins, (1953) (signé Jean-Pierre Carraud)

### Recueil de nouvelles

#### SérieStanislas Perceneige
- Les Cinq Plages de Stanislas Perceneige, Éditions La Bruyère, coll. « La Cagoule » no 60 (1949)

### Nouvelles

#### SérieStanislas Perceneige
- Pour piano et chant, dans Les Cinq Plages de Stanislas Perceneige, Éditions La Bruyère, coll. « La Cagoule » no 60 (1949), réédition dans l'anthologie La Crème du crime no 1 L'Atalante (1995)  (ISBN 2-84172-016-0)

## Pour approfondir